# Francesco Biondo
Francesco Biondi ou Anton Francesco Biondi, né en 1735 et mort en 1805, est un peintre néoclassique italien, né et mort à Milan.

## Biographie
Il peint des sujets sacrés, est l'élève d'Andrea Porta, et peint un certain nombre de portraits pour  l'Ospedale Maggiore de Milan.